# قيقاج (بل دشت)
قيقاج هي قرية في مقاطعة بل دشت، إيران. يقدر عدد سكانها بـ 119 نسمة بحسب إحصاء 2016.